# Adrapsa luma
Adrapsa luma är en fjärilsart som beskrevs av Pierre E.L. Viette 1961. Adrapsa luma ingår i släktet Adrapsa och familjen nattflyn. Inga underarter finns listade i Catalogue of Life.